# 플레인 (영화)
《플레인》(영어: Plane)은 미국에서 제작된 장프랑수아 리셰 감독의 2023년 액션 영화 스릴러 영화이다. 제라드 버틀러, 마이크 콜터, 토니 골드윈, 요슨 앤 등이 출연하였다.

## 줄거리
브로디는 승객 14명과 승무원 3명을 싣고 도쿄를 경유하는 싱가포르발 호놀룰루행 트레일블레이저 항공사 119편을 몰게 된다. 승객 중엔 살인 용의자 루이스 개스파와 그를 캐나다로 이송 중인 왕립 캐나다 기마경찰(RCMP) 경관이 포함돼있다.  
상사 명으로 브로디는 남중국해를 건너는 지름길을 택한다. 그러나 여객기는 도중 낙뢰를 맞고, 그 바람에 항공전자가 나가버린다. 난류 속에서 승무원 하나와 RCMP 경관이 사망하고, 브로디는 필리핀 홀로섬 흙바닥에 가까스로 비상 착륙한다.
브로디는 도움을 요청하기 위해 루이스와 밀림으로 향하고, 버려진 창고 안에서 전화기를 찾아 상황을 알린다. 그 사이 섬을 지배 중인 반군은 몸값을 뜯어내기 위해 승객과 승무원을 인질로 잡는다. 트레일블레이저 뉴욕 본사 위기 관리자 데이비드는 승객을 구출하기 위해 민간 용병을 파견한다.
브로디와 루이스는 승객과 승무원을 몰래 빼내어 버스에 싣고, 때마침 도착한 구조 작업팀은 배럿 M82를 써서 루이스와 함께 지역 지배자 다투 준마르에게 대항한다.
총격전이 이어지는 가운데 브로디와 부조종사 새뮤얼은 비행기를 다시 가동시키는 데 성공하는데...

## 출연
- 제라드 버틀러 - 브로디 토런스 역. 스코틀랜드인. 전 영국 왕립 공군 장교 현 상업용 항공기 조종사.
- 마이크 콜터 - 루이스 개스파 역. 전 프랑스 외인부대 낙하산 특공 부대원. 승객. 살인 혐의로 토론토로 범죄인 인도되는 중이다.
- 토니 골드윈 - 데이비드 스카즈데일 역. 전 미국 육군 특전부대 장교. 구조 작업 팀장.
- 요슨 앤 - 새뮤얼 델리 역. 부조종사. 홍콩인.
- 폴 벤빅터 - 테리 햄프턴 역. 항공사 소유주.
- 대니엘라 피네이다 - 보니 레인 역. 사무장.
- 켈리 게일 - 케이티 다 역. 스웨덴 국적 승객.
- 조이 슬로트닉 - 맷 싱클레어 역. 사업가 승객.